# Фрунзенский (Самарская область)
Фру́нзенский — посёлок в Большеглушицком районе Самарской области. Административный центр сельского поселения Фрунзенское.

## История
В 1973 году указом Президиума Верховного Совета РСФСР посёлок центральной усадьбы совхоза имени Фрунзе переименован во Фрунзенский.

## Население
| 2010 |
| ---- |
| 599  |

## Улицы
| - пл. Ленина, - ул. Молодёжная, - ул. Нагорная, - ул. Ново-Садовая, | - ул. Производственная, - ул. Садовая, - ул. Фрунзе, - ул. Шоферская. |